# Əsgər Abdullayev
Əsgər Abdullayev (russisch Аскер Абдуллаев ‚Asker Abdullajew‘, englische Transkription Asker Abdullayev; * 27. März 1960 in Baku, Aserbaidschanische SSR, Sowjetunion) ist ein ehemaliger sowjetischer und aserbaidschanischer Fußballspieler und heutiger Fußballtrainer.

## Leben und Karriere
Əsgər Abdullayev wurde 1960 in Baku geboren, das Fußballspielen begann der Abwehrspieler bei Neftçi Baku, damals ein sowjetischer Erstligist. Ab 1979 stand er im Aufgebot deren erster Mannschaft. Abdullayev verbrachte seine gesamte Karriere bei Neftçi, auch als der Klub 1988 in die Perwaja Liga abstieg. Als sich die Sowjetunion 1991 endgültig auflöste, spielte er mit Neftçi nun in der neugegründeten aserbaidschanischen ersten Liga Aserbaidschans. 1994 beendete er schließlich seine aktive Laufbahn und wechselte ins Traineramt. Abdullayev hatte bis dahin in 368 Ligaspielen für Neftçi auf dem Platz gestanden, was bis heute einen vereinsinternen Rekord darstellt. 319 Spiele davon absolvierte er in der sowjetischen Liga, die restlichen 49 in der aserbaidschanischen Liga.
Als Trainer betreute er zunächst von 1998 bis 2001 FK Şəfa Baku. Anschließend trainierte er die aserbaidschanische U-21-Nationalmannschaft, bevor er die aserbaidschanische A-Nationalmannschaft für einige Jahre übernahm. Anschließend folgten Stationen beim FK Baku (2005–2005) und bei Olimpik-Şüvəlan Baku (2006–2009). Zuletzt war Abdullayev im Jahr 2011 beim PFK Turan Tovuz tätig.